# Espulsione dei tedeschi dopo la seconda guerra mondiale
Dalla fine della seconda guerra mondiale, nell'immediato dopoguerra, la maggior parte delle popolazioni tedesche fuggirono o furono espulse dai territori occupati dalle forze alleate in Europa; in molte regioni regnava un forte risentimento antitedesco, soprattutto nelle regioni che erano state occupate militarmente dalle forze naziste durante la guerra.
I territori in cui la popolazione tedesca fu maggiormente maltrattata e dai quali fu costretta ad emigrare furono:
- gli ex territori della Germania trasferiti alla Polonia ed all'Unione Sovietica dopo la guerra, tra cui il Brandeburgo orientale, la Prussia orientale, la Pomerania e la Slesia;[1]
- la Cecoslovacchia, ricostituita nei confini della Cecoslovacchia pre-bellica, che comprendeva le zone annesse dal Reich dopo l'Accordo di Monaco;[1]
- le aree polacche annesse o occupate alla Germania nazista durante la guerra;[1]
- l'Ungheria, la Romania, la Jugoslavia settentrionale (prevalentemente regione della Vojvodina) ed altri Stati dell'Europa Centrale ed orientale.[1].

La maggior parte delle espulsioni si verificarono nei territori dell'ex Germania orientale trasferita alla Polonia e all'Unione Sovietica (circa 7 milioni di profughi) e dalla Cecoslovacchia (circa 3 milioni di profughi). Gli espulsi poi furono trasferiti nelle zone di occupazione alleata in Germania e Austria.

## Antefatti
Con la fine del conflitto, nell'Europa centro-orientale si crearono molti problemi legati ai milioni di profughi fuggiti durante la guerra dai territori contesi o dalle zone di occupazione, profughi a cui mancava una precisa localizzazione geo-politica. Molte popolazioni etnicamente localizzate in certi luoghi, si trovarono a occupare altre zone geografiche, e per questo non mancarono episodi di intolleranza e xenofobia, soprattutto contro le popolazioni di lingua tedesca, ma anche contro le popolazioni che vivevano ai confini tra Stati belligeranti, come avvenne per gli italiani in Jugoslavia.
Non ci fu sempre armonia fra questi gruppi, che già nel corso dei secoli avevano a volte sostenuto conflitti politici, militari o religiosi e che la guerra fece riemergere.
Con l'aumento del nazionalismo nel XIX secolo l'etnia dei cittadini venne considerato un aspetto preminente, causando rivendicazioni territoriali, auto-percezione d'identità come Stato e rivendicazioni di superiorità etnica. La Prussia introdusse il concetto di "insediamento su base etnica" nel tentativo di garantire la propria identità territoriale.
La Prussia fu anche il primo Stato moderno europeo a proporre la pulizia etnica come mezzo finalizzato alla risoluzione dei "conflitti di nazionalità".

## Durante la guerra

### I tedeschi nelle Americhe
Dopo lo scoppio della seconda guerra mondiale, le organizzazioni estere del partito nazista (NSDAP/AO) riuscirono a organizzare e rimpatriare i cittadini tedeschi residenti negli Stati americani e, dopo l'attacco di Pearl Harbor, l'FBI compilò una lista di tedeschi sospettati di attività sovversive in quindici Paesi dell'America Latina e ne chiese l'espulsione dai territori degli Stati. A seguito di ciò 4 058 tedeschi furono espulsi da questi Paesi. Fra di loro, tra il 10% e il 15% appartenevano al partito nazista, incluse alcune dozzine di reclutatori dell'NSDAP/AO; otto persone erano sospettate di spionaggio. Inoltre vi erano 81 ebrei tedeschi che erano fuggiti dalle persecuzioni della Germania nazista. Alcuni erano tedeschi senza affiliazioni politiche che erano residenti in quegli Stati da anni o decenni.
Oltre a essere stati cacciati dal territorio USA, furono istituiti campi nazionali di internamento per cittadini tedeschi in Brasile, Colombia, Costa Rica, Cuba, Curaçao, Repubblica Dominicana, Messico, Nicaragua e Venezuela, come anche nella Zona del Canale di Panama. I campi di internamento statunitensi nei quali furono diretti i tedeschi provenienti dall'America Latina si trovarono in Texas (campi di Crystal City, Kennedy e  Seagoville), Florida (campo Blanding), Oklahoma (Stringtown), Nord Dakota (Fort Lincoln), Tennessee (campo Forrest) e in altre aree.

### I tedeschi minacciati dall'Armata Rossa

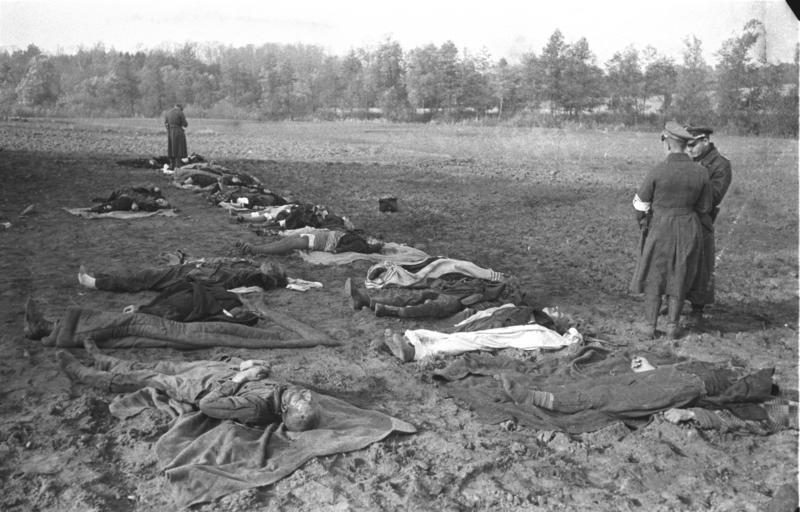
Civili tedeschi morti a Nemmersdorf, Prussia orientale.

Sul finire della guerra, con l'avanzata dell'Armata Rossa verso occidente, molti tedeschi avevano timore dell'imminente occupazione sovietica; la maggior parte di loro era a conoscenza delle rappresaglie dei Sovietici sulla popolazione civile. Soldati sovietici commettevano numerosi stupri ed altri crimini. Notizie di atrocità come il massacro di Nemmersdorf, vennero in parte esasperate e ampiamente diffuse dalla macchina della propaganda nazista, alimentando la fuga delle popolazioni tedesche.
Le varie autorità naziste prepararono piani di evacuazione della popolazione di etnia tedesca dall'Europa orientale e dagli ex territori tedeschi. In molti casi, tuttavia, l'applicazione fu impedita fino a quando i Sovietici e le forze Alleate non avanzarono direttamente nelle aree da evacuare, in quanto alcune autorità tedesche vedevano l'evacuazione come un atteggiamento disfattista (a causa del fanatismo di molti funzionari del Reich), e non in linea con l'esecuzione degli ordini di Adolf Hitler di "non ritirarsi".
Il primo esodo di massa dei civili tedeschi dai territori orientali fu dovuto a fughe ed evacuazioni spontanee, iniziate nell'estate 1944,che continuarono sino agli inizi della primavera del 1945. La situazione divenne caotica durante l'inverno, quando file di rifugiati lunghe chilometri spingevano i loro carri nella neve cercando di non farsi raggiungere dall'Armata Rossa incalzante.

#### Evacuazione e fuga in Danimarca

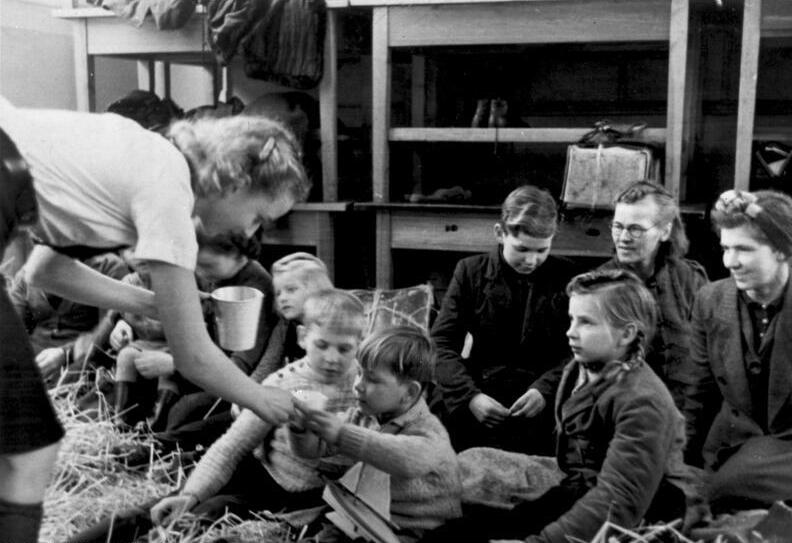
Campo profughi ad Aabenraa (Apenrade) in Danimarca, febbraio 1945

Dalle coste baltiche molti soldati e civili furono evacuati con una nave nel corso dell'Operazione Annibale.
Fra il 23 gennaio 1945 e la fine della guerra 250 000 tedeschi furono evacuati principalmente dalla Prussia orientale, dalla Pomerania, e dagli Stati Baltici, verso la Danimarca occupata dai tedeschi, secondo un ordine emesso da Hitler il 4 febbraio 1945.
Come conseguenza, alla fine della guerra, la popolazione tedesca rifugiata in Danimarca era pari al 5% del totale della popolazione danese. I rifugiati erano in larga parte donne, anziani e bambini, un terzo dei quali era di età inferiore ai quindici anni .
Dopo la guerra, furono internati in centinaia di campi in tutta la Danimarca, il più grande dei quali si trovava a Oksbøl con 37 000 detenuti. I campi venivano sorvegliati da unità militari danesi.

## Espulsioni in seguito alla sconfitta della Germania

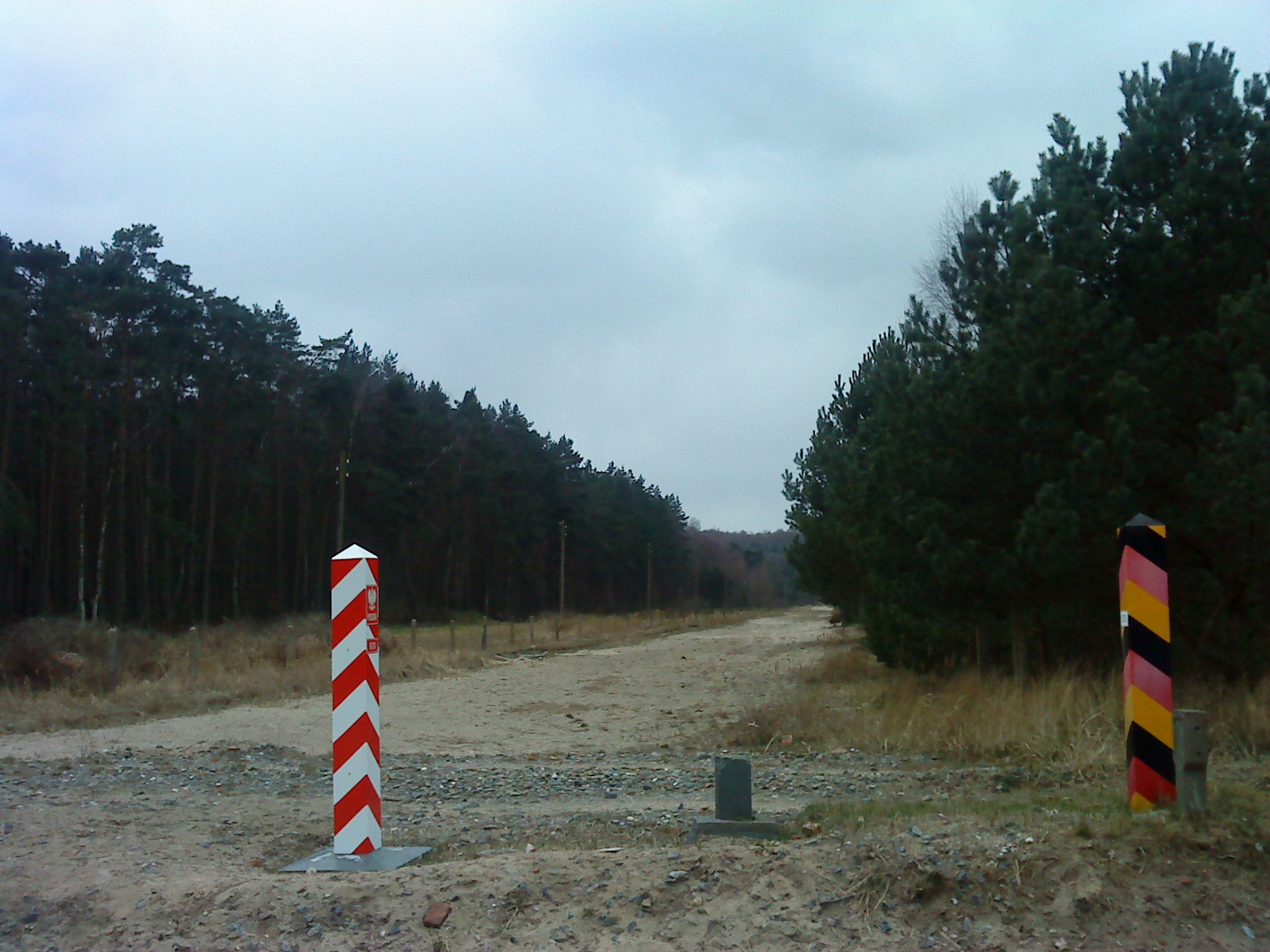
La linea Oder-Neisse, confine orientale tedesco dal 1945

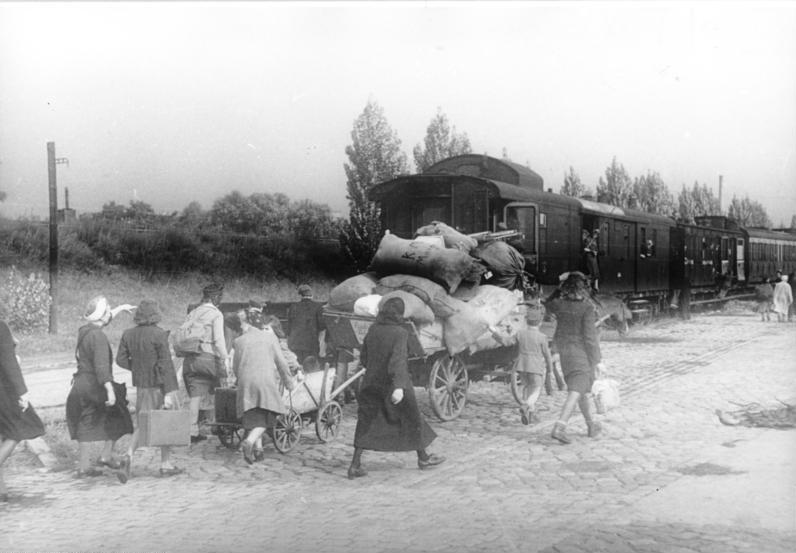
Profughi tedeschi, 1946

La fine della seconda guerra mondiale in Europa si concluse con la sconfitta nel maggio 1945 della Germania nazista. Da quel momento tutta l'Europa orientale e gran parte di quella centrale furono sotto l'occupazione sovietica e i tedeschi furono espulsi da Ungheria, Cecoslovacchia e Polonia dopo gli Accordi di Potsdam.
Dopo Potsdam si verificò una serie di espulsioni in tutti i Paesi dell'Europa orientale controllati dai sovietici. La proprietà dei beni immobili e dei territori interessati e appartenuti alla Germania o ai tedeschi fu confiscata e trasferita all'Unione Sovietica, nazionalizzata o ridistribuita ai cittadini. Delle tante migrazioni forzate del dopoguerra, la maggior parte riguardarono l'etnia tedesca proveniente dall'Europa centrale ed orientale, soprattutto dai territori cecoslovacchi (inclusi quelli che storicamente erano di lingua tedesca, sulle montagne dei Sudeti lungo i confine tedesco-ceco-polacco) e dal territorio che nel dopoguerra divenne parte della Polonia.

### Cecoslovacchia
Prima dell'annessione tedesca del 1938 più del 20% della popolazione cecoslovacca era di etnia germanica, con ascendenze familiari risalenti fino al XII secolo e oltre. Nel maggio 1945, circa 3,5 milioni di tedeschi furono espulsi dai Sudeti e da altri territori cecoslovacchi. L'espulsione dei tedeschi comportò la fine della Chiesa evangelica tedesca in Boemia, Moravia e Slesia.

### Ungheria

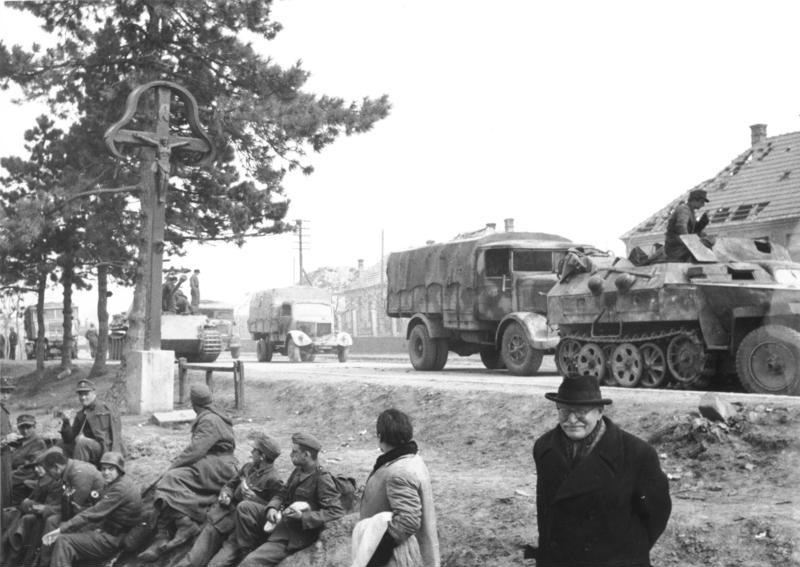
Ritirata della Wehrmacht, Ungheria, marzo 1945

L'espulsione dei tedeschi dall'Ungheria iniziò il 22 dicembre 1944 dopo l'ordine del Comandante in capo sovietico. Il 3% della popolazione tedesca presente prima della guerra (circa 20 000 persone) fu evacuato in Austria, ma molti ritornarono a casa in primavera. In totale 60 000 tedeschi fuggirono.
Nel gennaio 1945 32 000 tedeschi furono arrestati e trasportati in Unione Sovietica ai lavori forzati. In alcuni villaggi tutta la popolazione adulta fu presa per essere impiegata in campi di lavoro nel bacino carbonifero del Donec. Molti di loro morirono a causa di stenti e maltrattamenti. Nel complesso, tra 100 000 e 170 000 ungheresi di etnia tedesca furono deportati in Unione Sovietica.

### Paesi Bassi
Dopo la seconda guerra mondiale, il governo olandese decise di espellere i 25 000 tedeschi che vivevano in Olanda. I tedeschi, nonostante avessero spesso consorti e figli olandesi, vennero etichettati come soggetti ostili (olandese: vijandelijke onderdanen). L'operazione iniziò il 10 settembre 1946 ad Amsterdam, quando i tedeschi furono arrestati nelle proprie case durante la notte e furono costretti a preparare un bagaglio del peso di 50 kg nel tempo massimo di un'ora. Inoltre furono autorizzati a prendere solamente 100 fiorini con loro, mentre il resto dei loro beni venne confiscato dallo Stato. Furono portati nei campi di internamento al confine con la Germania, il maggiore dei quali fu a Mariënbosch, vicino a Nimega. In tutto circa 3 691 tedeschi (meno del 15% dei 25 000 tedeschi dei Paesi Bassi) furono espulsi.
Le forze alleate di occupazione nella Germania occidentale si opposero a questa operazione, temendo che le altre nazioni potessero seguire l'esempio. La zona occidentale non era in condizione economica di poter ricevere un gran numero di sfollati a quel tempo. Le truppe britanniche reagirono, mandando 100 000 cittadini di etnia olandese dalla Germania nei Paesi Bassi.

### Romania
La fuga dei tedeschi dalla Romania iniziò nell'autunno del 1944. All'inizio del 1945 le forze di occupazione sovietiche iniziarono l'espulsione forzata dell'etnia tedesca. I 213 000 rumeni di etnia tedesca furono successivamente evacuati, espulsi, o emigrarono. Come per tutte le popolazioni emigrate in quel periodo, alcuni di loro persero la vita. Dei 760 000 tedeschi di Romania prima della guerra, ne rimasero circa 400 000 nel 1950. Nel 1977 vi erano ancora 355 000 tedeschi. Durante gli anni 1980 molti iniziarono a lasciare il Paese, di cui oltre 160 000 nel solo 1989. Nel 2002 la popolazione di etnia tedesca era di 60 000 cittadini.

### Polonia ed ex territori del Reich

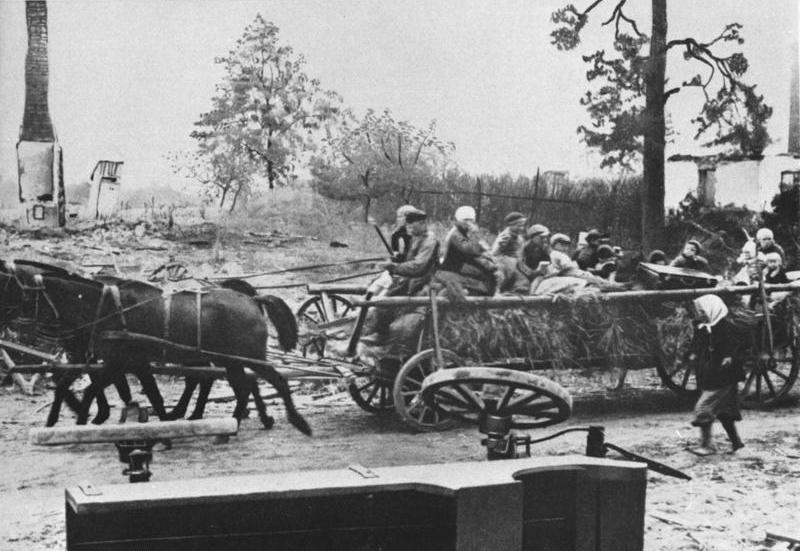
Tedeschi rifugiati in Prussia, 1945

In tutto il 1944 e nei primi mesi del 1945 l'Armata Rossa avanzò in tutta l'Europa orientale e nelle provincie orientali della Germania. Mentre molti erano fuggiti davanti all'avanzare dell'Armata Rossa, spaventati dalle voci sulle atrocità sovietiche, che in alcuni casi erano esagerate e sfruttate dalla propaganda della Germania nazista, milioni di persone restavano ancora in Polonia e un altro milione ritornò in patria quando le operazioni militari terminarono. Nel 1943 il corriere polacco Jan Karski avvisò il presidente statunitense Franklin Delano Roosevelt della possibilità di rappresaglie polacche, descrivendole come "inevitabili" e "incoraggiando tutti i tedeschi in Polonia ad andare a ovest, in Germania, visto che ne facevano parte".

### Unione Sovietica e territori annessi

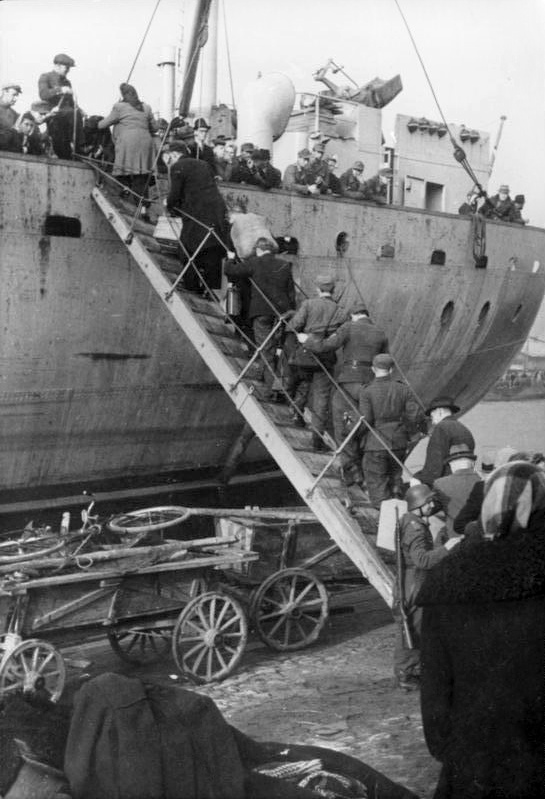
Evacuazione di civili e truppe tedesche in Curlandia, ottobre 1944

Dopo l'invasione nazista dell'Unione Sovietica, Stalin, nel settembre 1941, ordinò il reinsediamento dei tedeschi residenti in zone controllate dall'URSS, come una potenziale etnia ostile; in particolare circa 400 000 tedeschi del Volga e circa 80 000 tedeschi provenienti da Leningrado e da altre aree furono portati in aree remote in Siberia, Kirghizistan, Kazakistan, dove furono costretti a restare dopo la guerra, costretti ai lavori forzati.

### Jugoslavia
Dopo la seconda guerra mondiale la maggior parte delle 500 000 persone di lingua tedesca della Jugoslavia poterono emigrare negli USA. A causa del sostegno di alcuni tedeschi alla Germania nazista, come per esempio gli arruolati nella 7. SS-Freiwilligen-Gebirgs-Division "Prinz Eugen", tutti i tedeschi soffrirono persecuzioni, con gravi perdite a livello personale ed economico. Molte popolazioni locali furono uccise e i partigiani si vendicarono per le atrocità commesse dai tedeschi con stupri di massa e detenzione nei campi di concentramento. Almeno 5 800 furono uccisi e quelli sopravvissuti furono costretti ai lavori forzati.
I sovietici alla fine del 1944 deportarono dai 27 000 ai 30 000 tedeschi, dei quali il 90% erano donne destinate al bacino carbonifero del Donec ai lavori forzati; il 16% morirono.

## Demografia

### Area di espulsione

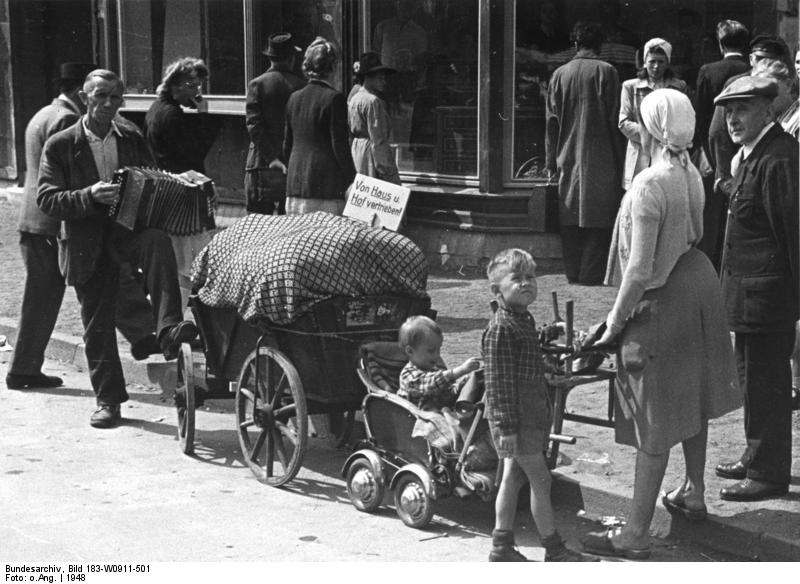
Tedeschi espulsi nella Germania nord-occidentale nel 1948

Durante il periodo tra il 1944/1945 e il 1950 forse più di 14 milioni di tedeschi fuggirono, furono evacuati o espulsi a seguito della sconfitta della Germania nazista. Rudolph Joseph Rummel riassunse diverse stime in un intervallo compreso fra gli 11,6 e i 18 milioni e concluse che molto probabilmente 15 milioni di persone furono colpite.
Fra il 1944 ed il 1948 più di 12 milioni furono espulsi e reinsediati nella Germania del dopoguerra, la maggior parte di essi (11,5 milioni) dai territori della Polonia e della Cecoslovacchia. Queste cifre non comprendono quelli che furono espulsi dall'Austria né coloro che presero la residenza altrove nel dopoguerra. Circa tre milioni di tedeschi rimasero nelle aree di espulsione, ma gradualmente emigrarono ad ovest all'epoca della Guerra fredda e negli anni successivi.

### Germania del dopoguerra ed Austria

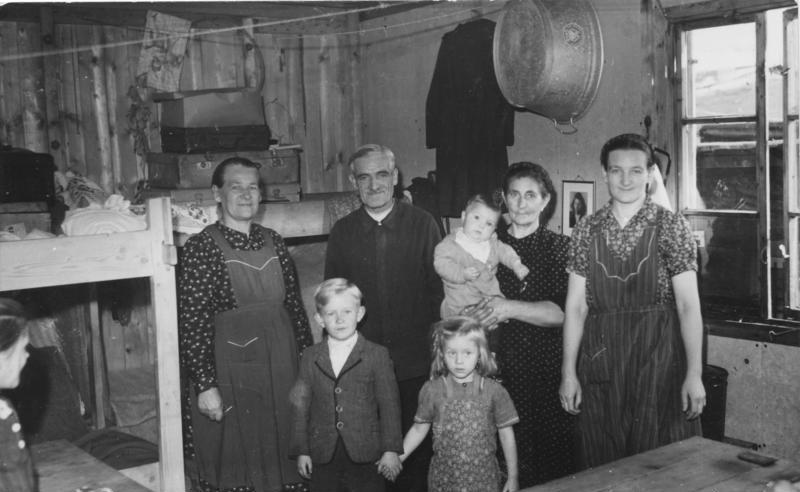
Campo profughi in Baviera, 1945

Il 29 ottobre 1946 nelle zone di occupazione della Germania si trovavano 9,5 milioni di rifugiati ed espulsi: 3,6 milioni nella zona britannica, 3,1 milioni nella zona americana, 2,7 milioni nella zona sovietica, 100 000 a Berlino e 60 000 nella zona francese.
Questi numeri successivamente aumentarono, con ulteriori due milioni di espulsioni conteggiate nella Germania Ovest nel 1950, per un totale di 7,9 milioni (16,3% della popolazione). Sin dalle origini la popolazione tedesca espulsa consisteva in circa 5,5 milioni di persone dalla Polonia del dopoguerra, principalmente dall'ex Germania Est/nuova Polonia occidentale, due milioni dai Sudeti ed il rimanente soprattutto dall'Europa sud-orientale, dagli Stati baltici e dalla Russia.